# Litaneutria minor
Litaneutria minor is een bidsprinkhaan uit de familie van de Mantidae.
De soort komt voor in Noord-Amerika. Het diertje wordt zo'n 3 centimeter lang. De vrouwtjes hebben kleine stompjes als vleugels en kunnen niet vliegen. De mannetjes hebben langere vleugels, kunnen wel vliegen. De mannetjes hebben ook langere antennae dan de vrouwtjes. 
De soort leeft het grootste deel van zijn leven op de grond.